# Kamendaka straminea
Kamendaka straminea är en insektsart som först beskrevs av Frederick Arthur Godfrey Muir 1928.  Kamendaka straminea ingår i släktet Kamendaka och familjen Derbidae. Inga underarter finns listade i Catalogue of Life.